# Sportler des Jahres 1986 (Deutschland)
Die Sportler des Jahres 1986 in Deutschland wurden von den Fachjournalisten gewählt und am Jahresende im Kurhaus von Baden-Baden ausgezeichnet. Veranstaltet wurde die Wahl zum 40. Mal von der Internationalen Sport-Korrespondenz (ISK).

## Männer
| Platz | Sportler            | Sportart              | Punkte | Erfolge 1986 |
| ----- | ------------------- | --------------------- | ------ | --- |
| 1.    | Boris Becker        | Tennis                | 3099   | Sieger Wimbledon, Halbfinale US Open, Finale Masters Grand Prix                                                              |
| 2.    | Michael Groß        | Schwimmen             | 2082   | Weltmeister 200 Meter Freistil u. 200 Meter Schmetterling, Zweiter 4-mal-200-Meter-Freistil- u. 4-mal-100-Meter-Lagenstaffel |
| 3.    | Harald Schmid       | Leichtathletik        | 1612   | Europameister 400 Meter Hürden, Zweiter 4-mal-400-Meter-Staffel                                                              |
| 4.    | Peter-Michael Kolbe | Rudern                | 1053   | Weltmeister Einer |
| 5.    | Bernhard Langer     | Golf                  | 0804   | Weltranglisten-Erster (3 Wochen)                                                                                             |
| 6.    | Markus Wasmeier     | Ski Alpin             | 0426   | Weltcupsieger Super-G, Gesamtdritter                                                                                         |
| 7.    | Hermann Weinbuch    | Nordische Kombination | 0337   | Weltcupsieger |
| 8.    | Rainer Henkel       | Schwimmen             | 0314   | Weltmeister 400 u. 1500 Meter Freistil                                                                                       |
| 9.    | Klaus Tafelmeier    | Leichtathletik        | 0290   | Europameister Speerwurf |
| 10.   | Alexander Pusch     | Fechten               | 0275   | Weltmeister mit der Degen-Mannschaft                                                                                         |

## Frauen
| Platz | Sportler               | Sportart                   | Punkte | Erfolge 1986                                                                   |
| ----- | ---------------------- | -------------------------- | ------ | ------------------------------------------------------------------------------ |
| 1.    | Steffi Graf            | Tennis                     | 2074   | Halbfinale US Open, Finale WTA Tour Championships, 8 Turniersiege              |
| 2.    | Anja Fichtel           | Fechten                    | 1055   | Weltmeisterin Florett, Dritte mit der Mannschaft                               |
| 3.    | Marina Kiehl           | Ski Alpin                  | 0316   | Weltcupsiegerin Super-G                                                        |
| 4.    | Traudl Hächer          | Ski Alpin                  | 0293   | Weltcup-Zweite Riesenslalom                                                    |
| 5.    | Olga Nemes             | Tischtennis                | 0223   | Viertelfinale Europameisterschaft in 3 Wettbewerben, Dritte mit der Mannschaft |
| 6.    | Regina Weber           | Rhythmische Sportgymnastik | 0177   | 5-fache Deutsche Meisterin                                                     |
| 7.    | Monika Holzner-Gawenus | Eisschnelllauf             | 0112   |                                                                                |
| 8.    | Susi Schmid            | Hockey                     | 077    | Weltmeisterschaftszweite mit der Nationalmannschaft                            |
| 9.    | Beate Peters           | Leichtathletik             | 056    | Europameisterschaftsdritte Speerwurf                                           |
| 10.   | Heike Marklein         | Kunstradfahren             | 051    | Weltmeisterin Einer                                                            |

## Mannschaften
| Platz | Sportler                               | Sportart              | Punkte | Erfolge 1986                                                           |
| ----- | -------------------------------------- | --------------------- | ------ | ---------------------------------------------------------------------- |
| 1.    | Degenfechter-Mannschaft                | Fechten               | 0941   | Weltmeister                                                            |
| 2.    | Fußballnationalmannschaft Männer       | Fußball               | 0838   | Weltmeisterschaftszweiter                                              |
| 3.    | FC Bayern München                      | Fußball               | 0518   | Deutscher Meister u. Pokalsieger                                       |
| 4.    | Mannschaft Nordische Kombination       | Nordische Kombination | 0428   | Plätze 1, 2 u. 5 im Weltcup                                            |
| 5.    | Wasserfreunde Spandau 04               | Wasserball            | 0419   | Deutscher Meister u. Pokalsieger                                       |
| 6.    | Dressurreiter-Equipe                   | Dressurreiten         | 0408   |                                                                        |
| 7.    | DJK Agon 08 Düsseldorf (Frauen)        | Basketball            | 0182   | Finale Europapokal der Landesmeister, Deutscher Meister u. Pokalsieger |
| 8.    | 4-mal-200-Meter-Freistilstaffel Männer | Schwimmen             | 0157   | Weltmeisterschaftszweiter                                              |
| 9.    | Hockeynationalmannschaft Männer        | Hockey                | 099    | Weltmeisterschaftsdritter, Sieger Champions Trophy                     |
| 10.   | 4-mal-400-Meter-Staffel Frauen         | Leichtathletik        | 098    | Europameisterschaftszweiter                                            |